# Fran Justo
Francisco Justo Rodríguez (Orense, Galicia, España, 24 de agosto de 1989), más conocido como Fran Justo, es un exfutbolista y entrenador de fútbol español. Actualmente dirige al C. D. Mirandés de la Segunda División de España.

## Trayectoria
Nacido en Ourense, Galicia, Justo jugó en las categorías inferiores de los equipos de su ciudad natal, el Pabellón Ourense C. F., el C. D. Velle y el Ponte Ourense C. F. Debutó con el primer equipo, pero se retiró en 2013, con tan solo 23 años, para dedicarse a la dirección técnica a pesar de que ya dirigía la cantera del club.
En junio de 2013, Justo fue nombrado entrenador de la S. D. Nogueira de Ramuín en la Primeira Autonómica, y logró el ascenso a Preferente Autonómica al año siguiente. En 2015, tras sufrir el descenso, abandonó el club y regresó a las categorías inferiores del Ourense. De cara a la temporada 2016-17, fue contratado para dirigir al Ourense C. F. en la Preferente Sur. El 29 de mayo de 2017, logra el ascenso con el equipo a la Tercera División de España.
En la temporada 2019-20, siendo entrenador del Ourense C. F. en la Tercera División de España, se quedó a las puertas del ascenso a Segunda División B, quedándose tan sólo a un gol de la categoría de bronce del fútbol español siendo eliminado por la SD Compostela.
El 3 de agosto de 2020, firmó por el C. D. Arenteiro de la Tercera División de España, tras cuatro temporadas en el Ourense CF. El 28 de abril de 2021, logró el ascenso a la Segunda Federación, tras vencer por cinco goles a cero al U. D. Somozas y proclamarse campeón del Grupo I de la Tercera División de España. En la temporada 2022-23, llevó al equipo a lo más alto de su grupo, además de eliminar al U. D. Almería en la Copa del Rey.
El 23 de noviembre de 2022, abandonó al Arenteiro subiendo dos categorías para tomar las riendas del C. D. Lugo de LaLiga SmartBank tras la destitución de Hernán Pérez Cuesta. El 31 de enero de 2023, fue destituido de su cargo después de obtener seis derrotas en los últimos nueve encuentros.
El 19 de junio de 2023, firmó como entrenador del Real Unión Club de la Primera Federación. El 26 de diciembre de 2023, los hermanos Emery optaron por destituirle de su cargo y nombrar entrenador a Íñigo Idiakez. El 4 de abril de 2024, regresó como entrenador y obtuvo la permanencia del equipo.
El 28 de junio de 2024, asumió como entrenador del Algeciras C. F., equipo que militaba en el Grupo II de la Primera Federación. El 9 de junio de 2025, dejó su cargo tras la finalización de la temporada.
El 30 de junio de 2025, fue contratado como técnico del C. D. Mirandés.

## Clubes

### Como jugador
| Club                | País   | Año       |
| ------------------- | ------ | --------- |
| Ponte Ourense C. F. | España | 2009-2013 |

### Como entrenador
| Club            | País   | Año       |
| --------------- | ------ | --------- |
| S. D. Nogueira  | España | 2013-2015 |
| Ourense C. F.   | España | 2016-2020 |
| C. D. Arenteiro | España | 2020-2022 |
| C. D. Lugo      | España | 2022-2023 |
| Real Unión Club | España | 2023      |
| Real Unión Club | España | 2024      |
| Algeciras C. F. | España | 2024-2025 |
| C. D. Mirandés  | España | 2025-Act. |